# 云场坪镇
云场坪镇，是中华人民共和国贵州省铜仁市碧江区下辖的一个乡镇级行政单位。

## 行政区划
云场坪镇下辖以下地区：
云场坪社区、云场坪村、枫木坪村和路腊村。